# Les Pieds au mur
Les Pieds au mur était une émission de télévision française pour la jeunesse diffusée sur TF1 du 17 février 1982 au 29 juin 1983.

## Histoire
Il s'agit de l'une des deux émissions créées en parallèle, avec Mer-cre-dis-moi-tout, pour remplacer Les Visiteurs du mercredi à compter de février 1982. L'émission vise la tranche des 10-15 ans, et est diffusée à partir de 15h50 en général, pour deux heures environ. Les deux émissions sont dans la continuité des Visiteurs du Mercredi, avec de nombreuses rubriques similaires mais sans marionnettes, la présentation étant assurée par Fabienne Égal et Nicolas Hulot.  
La différence principale réside en fait par la présence d'un invité qui vient évoquer un sujet ou un thème à l'aide de divers documents photos, vidéos ou musicaux. L'émission n'ayant pas rencontré un grand succès, elle est remplacée l'année suivante (en septembre 1983) par Vitamine.

## Concept
L'émission durait 2 heures, était co-animée par Nicolas Hulot et Fabienne Égal. Les pieds au mur était destinée aux adolescents, avec inventions, mécanique et science.

## Dessins animés
- Arok le barbare
- Dare Dare Motus
- Docteur Snuggles
- Heckle et Jeckle
- L'équipe
- Le Rouge et le Bleu
- Les Mains Magiciennes
- Le vol du pélican (Bailey's Bird (en))
- Porky le Cochon
- Tout doux Dinky